# HD 104731
HD 104731，又名CD-41 6938，SAO 223193、HR 4600，是一颗恒星，视星等为5.15，位于銀經293.6，銀緯19.57，其B1900.0坐标为赤經11h 58m 28.7s，赤緯-41° 19.57′ 26″。